# 角猫跳蛛
角猫跳蛛（学名：Carrhotus sannio）为跳蛛科猫跳蛛属的动物。分布于越南、印度、缅甸、亚洲东部、马来西亚以及中国大陆的江西、湖南、福建、广东、广西等地。
慈中也有出現紀錄